# كوكس كوكس
في أساطير الأزتك، كان كوكس كوكس (بالإنجليزية: Coxcox)‏ هو الذكر الوحيد الذي نجا من الفيضان العالمي. اعتقد الأزتيك أن كوكس كوكس وزوجته شوتشيكيتزال هما فقط من نجا من الفيضان. لجأوا إلى الجذع المجوف لشجرة السرو، التي طفت على سطح الماء ووضعت أخيرًا على جبل في كولواكان.
كان لديهم العديد من الأطفال، لكنهم جميعًا كانوا صامتين. أشفق عليهم الروح العظيمة، وأرسلت حمامة، حاولت تعليم الأطفال الكلام. نجح خمسة عشر منهم، ومن هؤلاء، كما اعتقد الأزتيك، نزل تولتيك والأزتيك.